# Teatro Storchi
Il Teatro Storchi è un teatro situato a Modena.

## Storia
Nella seconda metà del XIX secolo, dopo la demolizione delle arene provvisorie costruite sui baluardi della città e l'incendio del Teatro Aliprandi nel 1881, a Modena mancò un edificio teatrale destinato a spettacoli popolari e d'evasione. La lacuna venne colmata dal commerciante Gaetano Storchi che, a proprie spese e a scopi benefici, fece costruire l'omonimo teatro, progettato dall'architetto Vincenzo Maestri, fondando anche un'opera pia al fine di soccorrere malati e bisognosi con l'utilizzo di parte degli introiti serali.

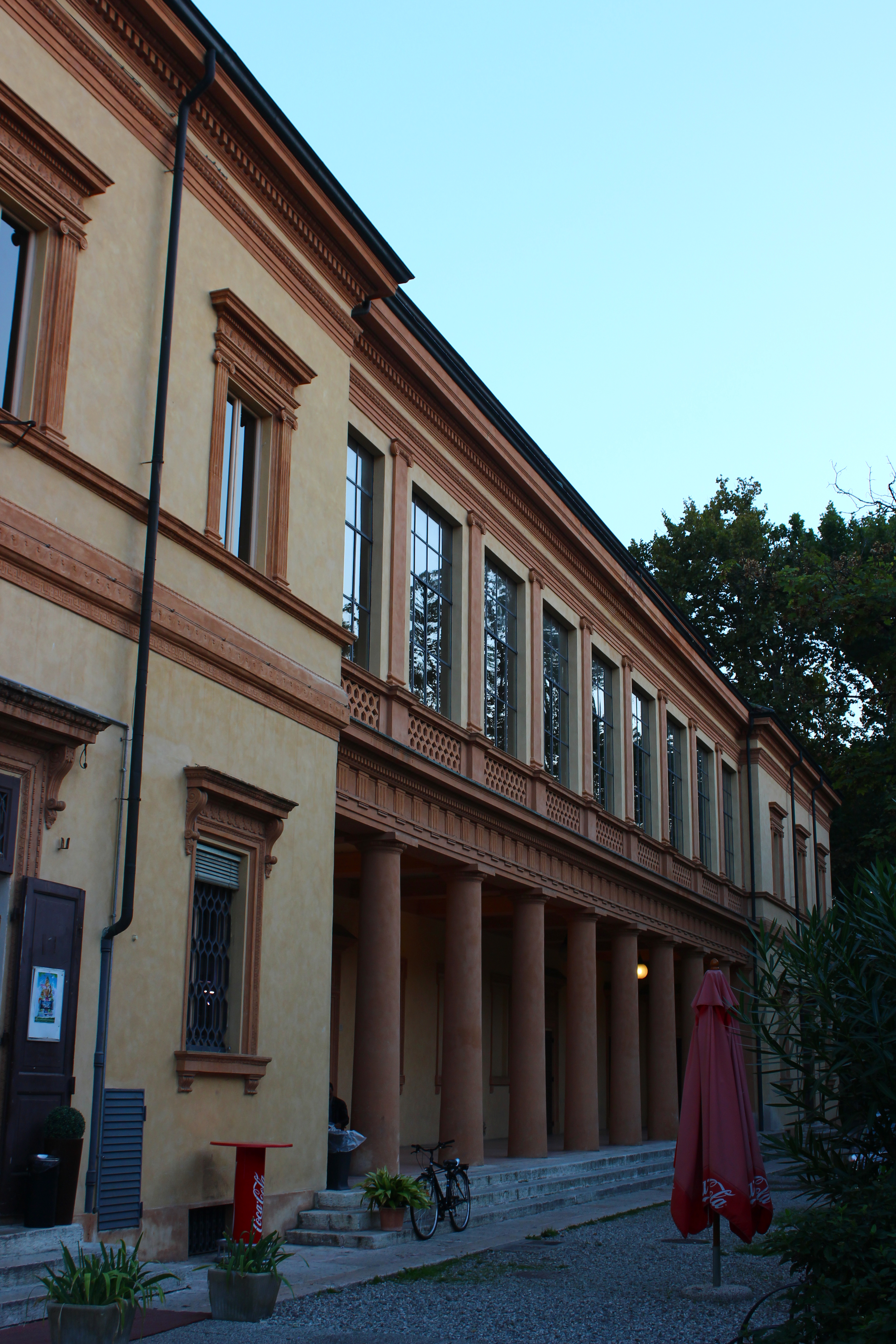
Entrata laterale occidentale del teatro Storchi

A differenza del Teatro comunale Luciano Pavarotti, affacciato su corso Canalgrande (una delle vie principali del centro della città), il teatro Storchi sorse su un terreno ceduto gratuitamente dal Comune nella nuova area edificabile ricavata con la costruzione della barriera Garibaldi (1884), a seguito dell'abbattimento di porta Bologna (1882). A questa particolare ubicazione il teatro deve anche l'altrettanto originale struttura architettonica con una duplice facciata: quella principale, a settentrione, rivolta verso la piazza (ora largo) Garibaldi, e quella occidentale verso il passeggio delle mura (ora viale Martiri della Libertà). L'aspetto esteriore del palazzo è in stile greco-romano secondo i dettami della coeva precettistica eclettica ben nota al Maestri, fine conoscitore dell'antichità e della relativa pubblicistica, colto costruttore o restauratore di residenze per la nuova borghesia in ascesa.
L'architetto elaborò un progetto formalmente elegante ed armonioso, in cui l'uso ricercato della decorazione plastica differenziava le varie parti dell'edificio, modernamente dotato di locali di servizio, ridotto, fumoir, caffè. La realizzazione avvenne però in economia, su un terreno che si rivelò fin dall'inizio instabile, con l'impiego di materiali scadenti che ben presto ne compromisero la stabilità; l'ornamentazione, per stessa ammissione del Maestri, divenne grezza e sommaria, per cui già nel suo farsi il teatro assunse, soprattutto all'esterno, quell'aspetto disadorno che è lontano dalle immagini diffuse dal periodico Ricordi di Architettura in cui comparvero i disegni originali. Il fronte mostra due avancorpi con un doppio ordine di finestre binate e un coronamento a timpano; tra di essi sono poste due logge architravate con colonnato dorico la prima e ionico la seconda, coperta a terrazzo a livello della cornice degli avancorpi. La facciata già verso le mura ha la medesima partizione, ma in origine mostrava la sola loggia di pianterreno coperta con una terrazza praticabile.

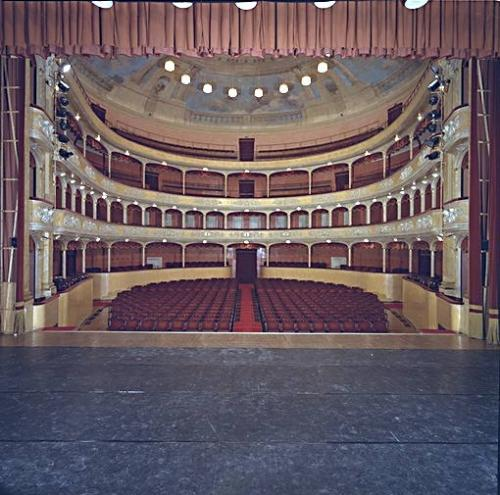
Interno del teatro Storchi

Al momento dell'inaugurazione, avvenuta la sera del 24 marzo 1889 con l'opera Le donne curiose di Emilio Usiglio, il teatro mostrava una platea con pianta a ferro di cavallo accessibile da un atrio con colonnine di ghisa e un loggione con parapetto in ferro e gradinata lignea. La sala esibiva la copertura a catino dipinta dal carpigiano Fermo Forti (con l'aiuto di Giuseppe Migliorini) che, con toni chiari e immagini allegoriche, raffigurava l'apoteosi di Gioachino Rossini e di Carlo Goldoni. Dalla scala del secondo ordine si accedeva al foyer comunicante con le terrazze; locali di servizio e d'abitazione erano al piano superiore, a pianterreno il caffè dietro al palcoscenico i camerini per gli attori e sotto le scuderie per i cavalli degli spettacoli equestri, in previsione dei quali il pavimento della platea era mobile.
Da perizie effettuate poco prima dell'apertura si rilevarono alcuni crepacci nella facciata di levante e ponente. Nel 1893, oltre al ripresentarsi degli stessi inconvenienti, si riscontrarono cedimenti nella volta che, unitamente alla cattiva acustica del teatro e a "stacchi" nel palcoscenico, ne determinarono una radicale ristrutturazione, affidata l'anno dopo all'ingegnere Achille Sfondrini di Milano, già autore del teatro Costanzi (oggi chiamato Teatro dell'Opera) di Roma e del Teatro Verdi di Padova. Questi provvide al rifacimento della copertura, ad una leggera modifica della curvatura della sala ed alla costruzione (1895) della seconda loggia nella facciata di ponente.
Negli anni seguenti si registrarono pressoché continui interventi alle coperture; nel 1929 fu restaurato l'esterno con rifacimenti d'intonaci e di cornici, sotto la direzione dell'ingegnere Francesco Benvenuti Messerotti, e nel 1931 il radicale intervento dell'architetto Mario Baciocchi di Milano ridusse la sala allo stato attuale. I lavori, seguiti dall'ingegnere Zeno Carani già costruttore del Teatro Carani di Sassuolo, compresero l'arretramento delle balaustre a filo dei palchi, ampliando così la platea (di cui si rifece il pavimento) che si allargò ulteriormente con la creazione del golfo mistico parzialmente posto sotto il palcoscenico, anch'esso rifatto, come del resto le graticciate. Si pose un telaio di vetro e ferro nel lucernario del soffitto (eseguito dallo Sfondrini), si rifecero inoltre la decorazione della sala e l'impianto d'illuminazione, restaurando poi gli uffici, il caffè e i rimanenti ambienti per una spesa di 350.000 lire.
Assunto in gestione dal Comune di Modena nel 1981 è stato oggetto di restauri conclusi nel 1986; da quell'anno ha ripreso una intensa attività.
Dal 12 marzo del 1990 il Teatro Storhi è gestito da Emilia Romagna Teatro, ente culturale che gestisce altri teatri tra Modena, Bologna e Cesena e che dal 2015 è riconosciuto come Teatro Nazionale.